# چناق بلاغ (ماه‌نشان)
چناق بلاغ یک روستا در ایران است که در شهرستان ماه‌نشان استان زنجان واقع شده‌است. چناق بلاغ ۱۶۳ نفر جمعیت دارد.